# Osiedle Kolorowe (Kraków)
Osiedle Kolorowe – zabytkowe osiedle w Krakowie, jedno z osiedli starszej części Nowej Huty, w dzielnicy XVIII, niestanowiące jednostki pomocniczej niższego rzędu w ramach dzielnicy.
Osiedle powstało w latach 1959–1961. Dominuje na nim niska zabudowa, bloki 4 piętrowe, 5-6 klatkowe, a w okolicy Ronda Czyżyńskiego wybudowano 5 wieżowców o 10 piętrach. W większości bloki są własnością spółdzielni mieszkaniowej „Victoria” oraz spółdzielni wewnątrz-blokowych.

## Obszar Osiedla Kolorowego i położenie
Od wschodu graniczy z Osiedlem Handlowym (rozdziela je ul. M. Boruty-Spiechowicza), od południa (przez Al. Jana Pawła II) z Zakładami Tytoniowymi Philip Morris, od zachodu z hipermarketem Carrefour Czyżyny (ul. Bieńczycka), natomiast od północy (poprzez park) z Osiedlem Spółdzielczym.

## Infrastruktura
Na terenie osiedla znajduje się wiele obiektów różnorakiego rodzaju, m.in.:
- Gimnazjum nr 48 im. K.I. Gałczyńskiego
- XII Liceum Ogólnokształcące im. Cypriana Kamila Norwida
- Przedszkola
- Boiska otwarte przy obu szkołach
- Basen międzyszkolny
- Park Wiśniowy Sad wraz z placem zabaw
- Boiska do tenisa i koszykówki oraz plac zabaw
- Przychodnia

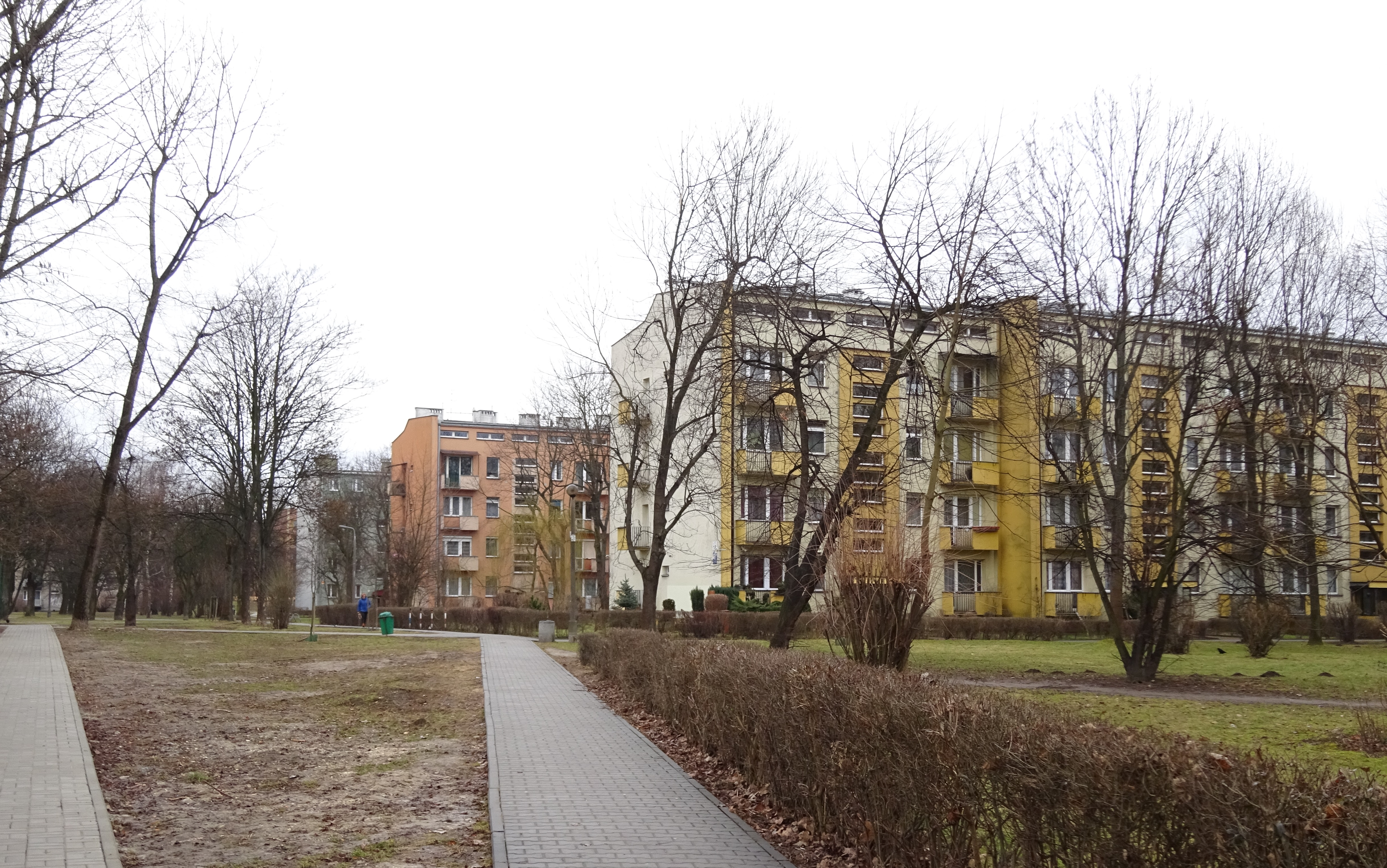
Osiedle Kolorowe (2016)
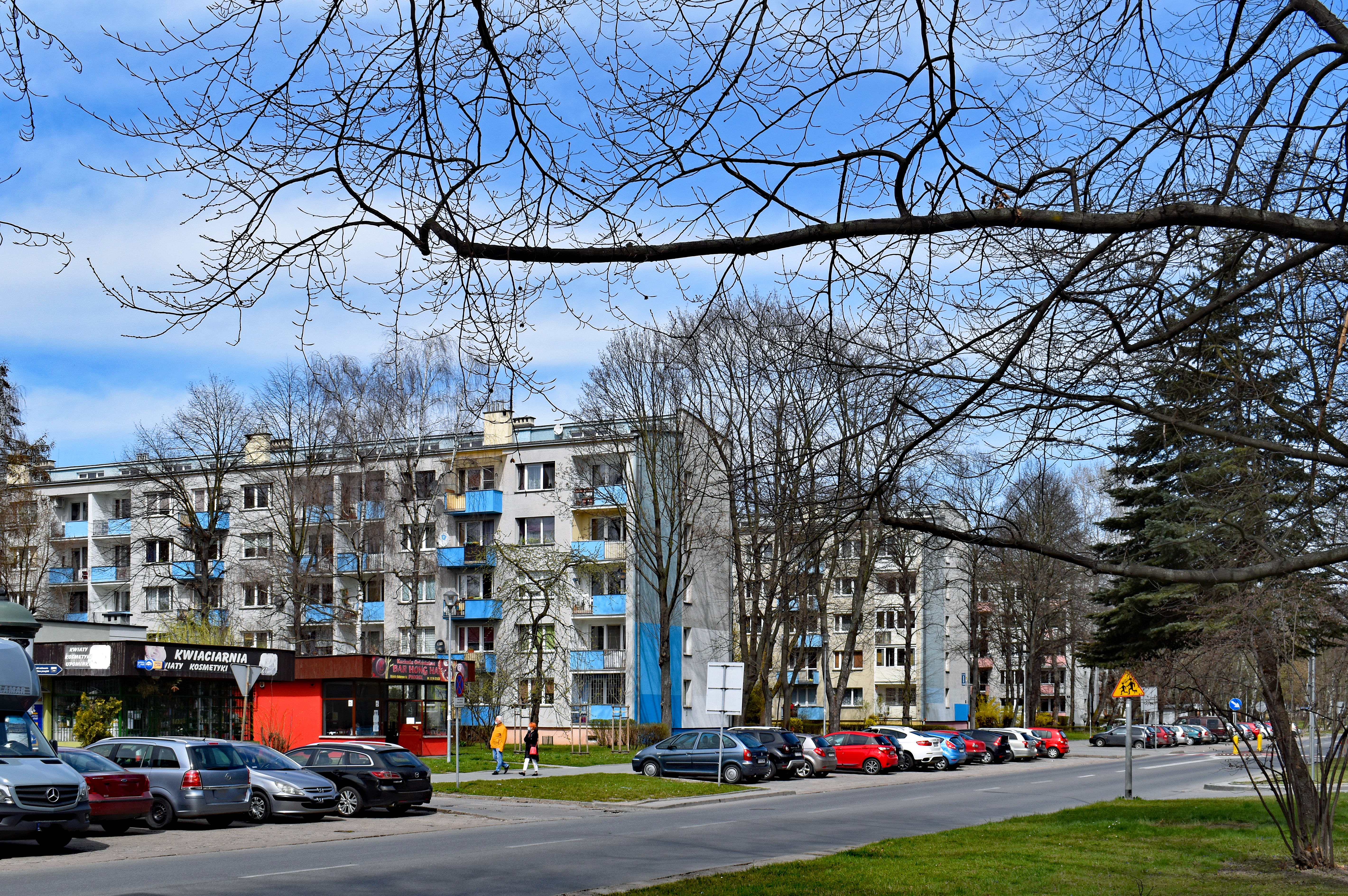
Osiedle Kolorowe 9, 8 i 7 Widok ze wschodu. Uzasadnienie nazwy.
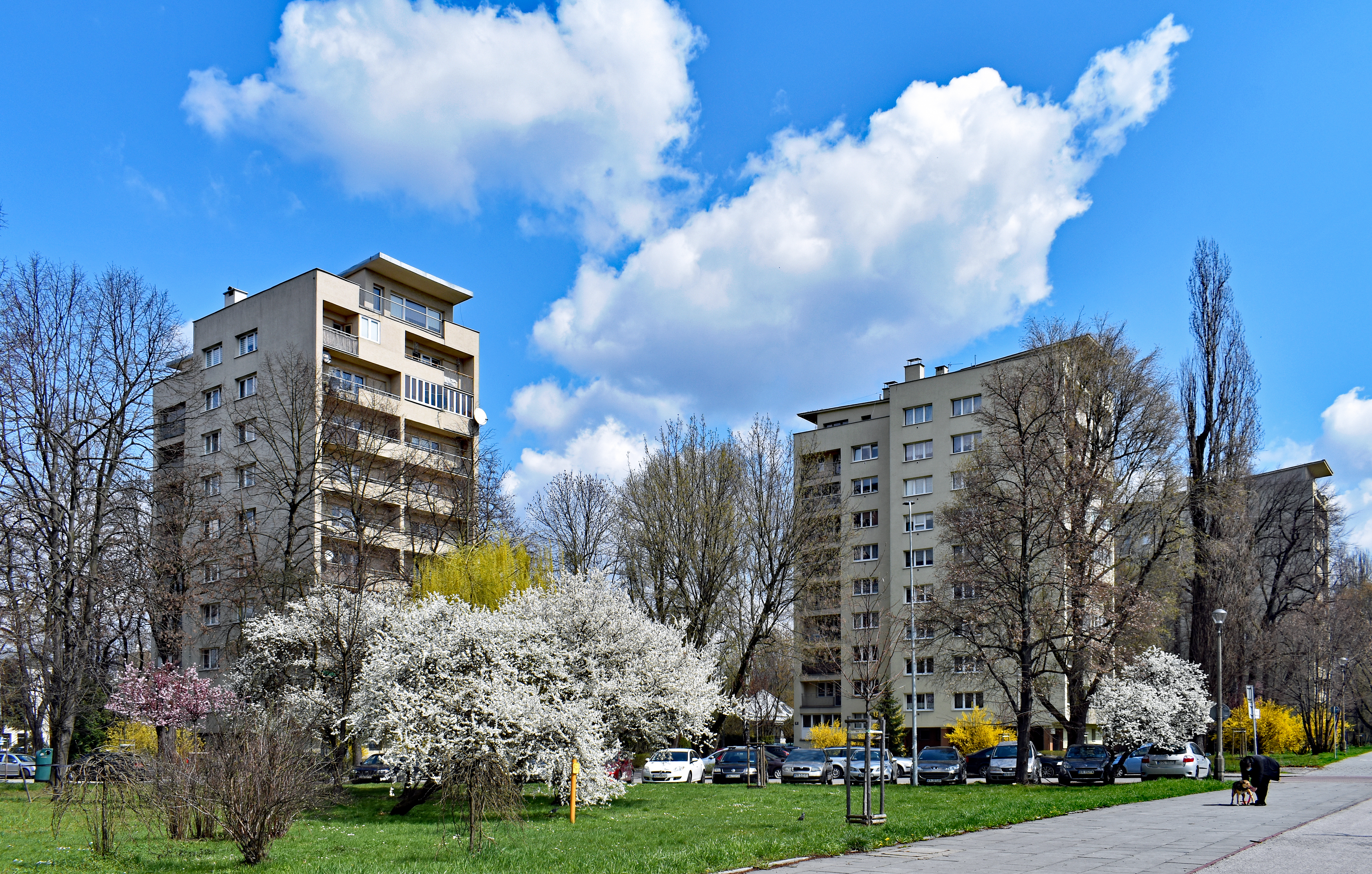
Osiedle Kolorowe 24, 23 i 22. Wieżowce obok Ronda Czyżyńskiego.
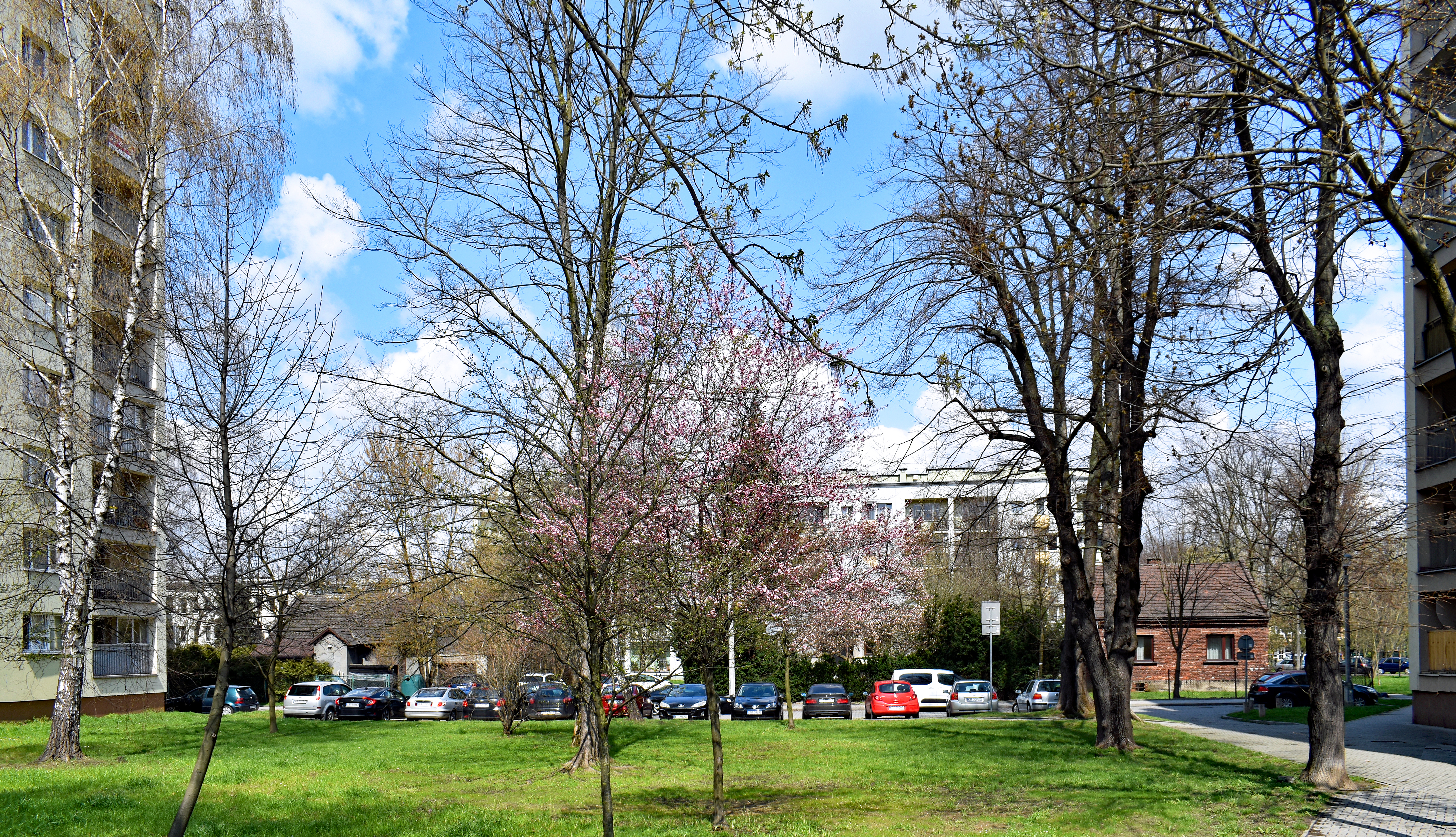
Osiedle Kolorowe 35, 36 i 37, domy dawnej wsi Czyżyny wkomponowane w zabudowę osiedla, za nimi blok nr 20.
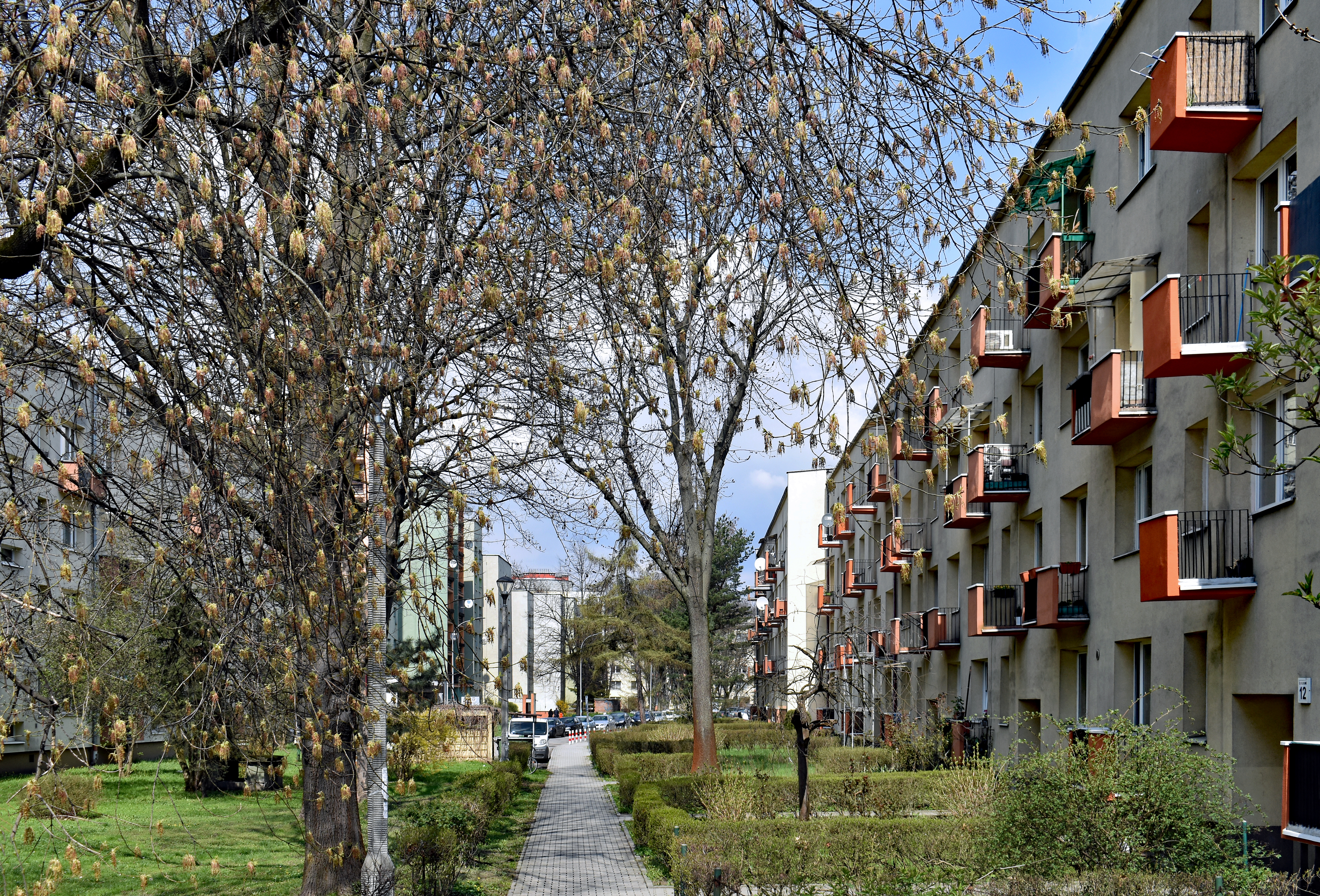
Osiedle Kolorowe 13 i 12.
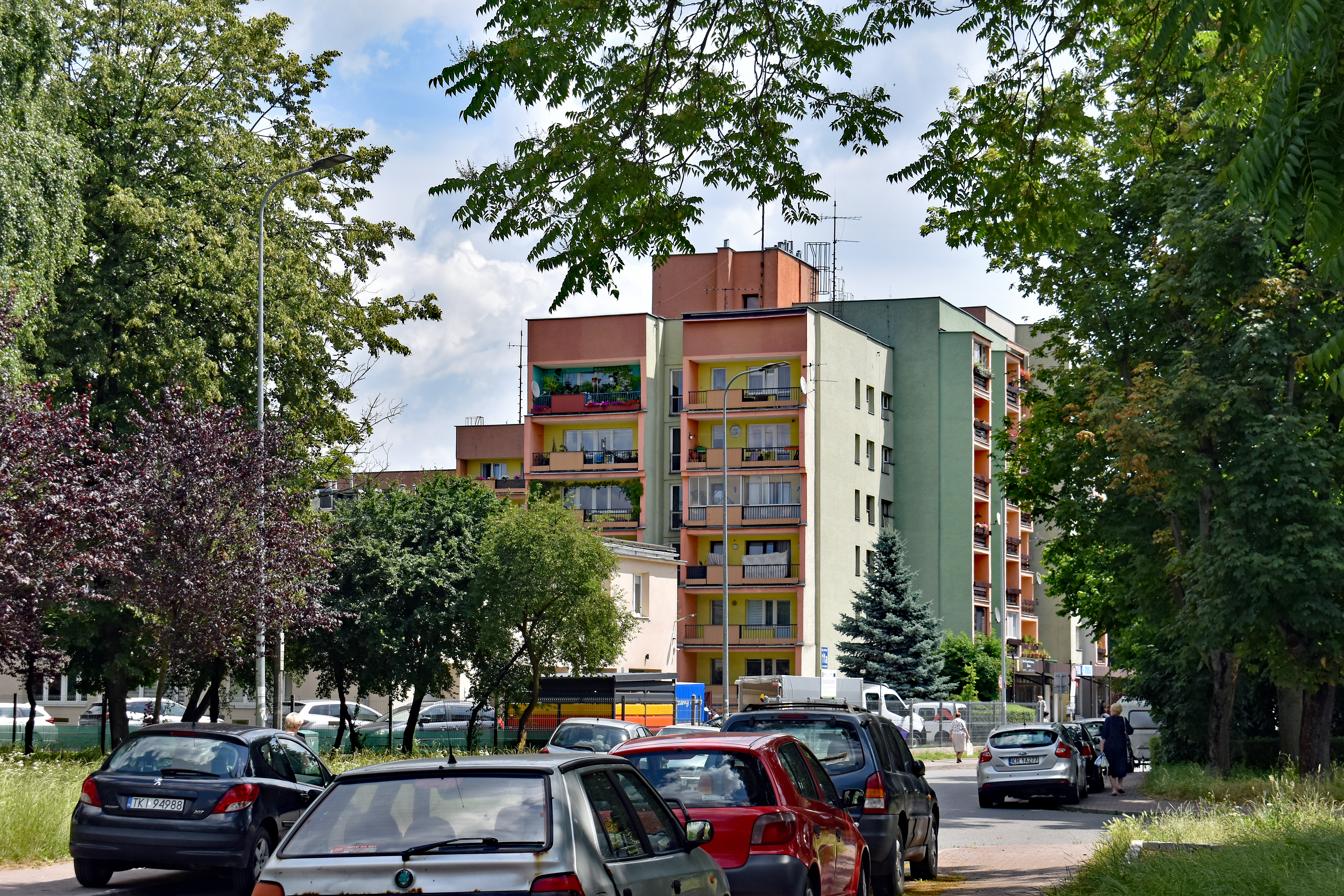
os. Kolorowe 11 i 11a Wnętrze osiedla
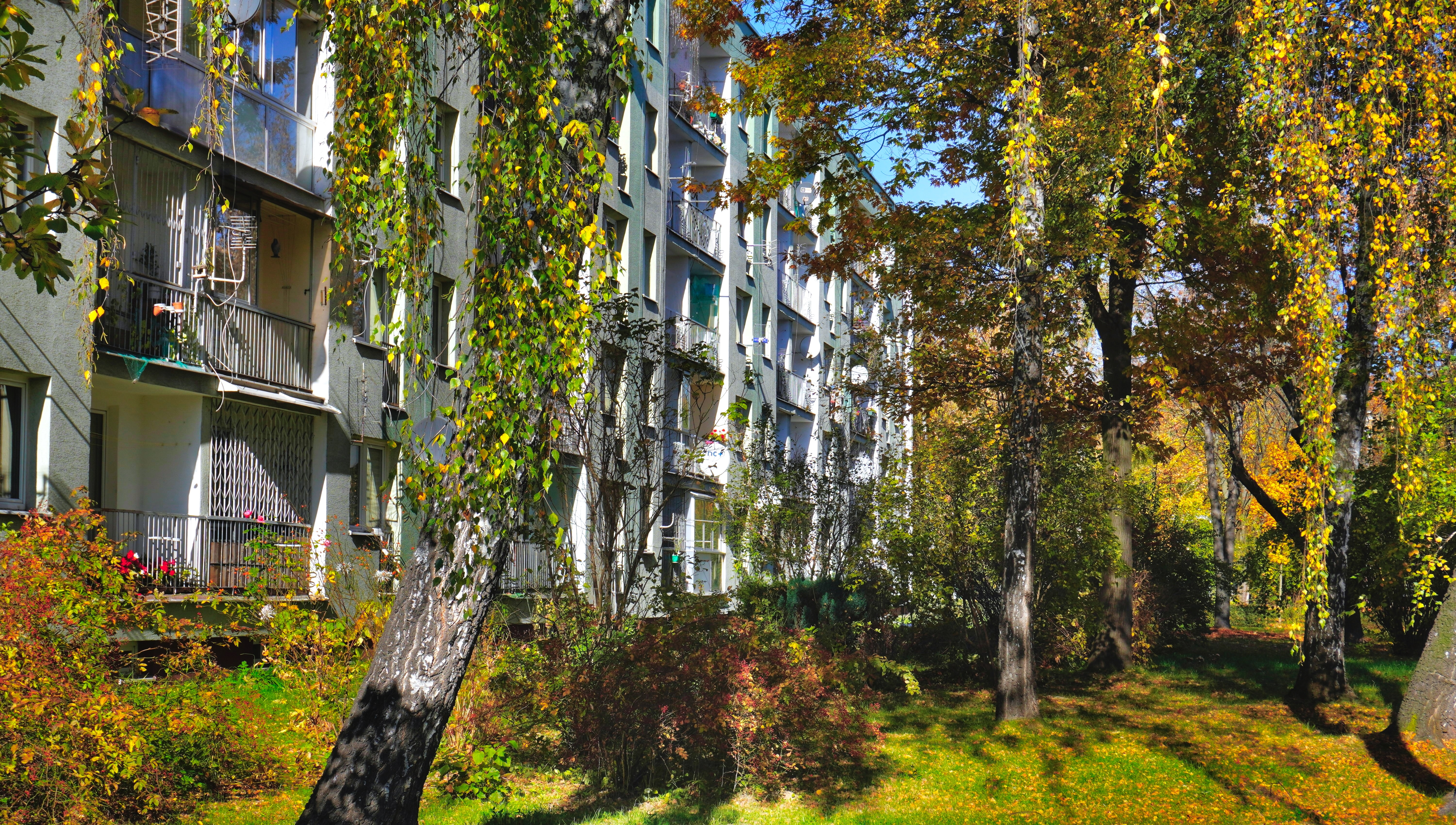
Osiedle Kolorowe 17A.
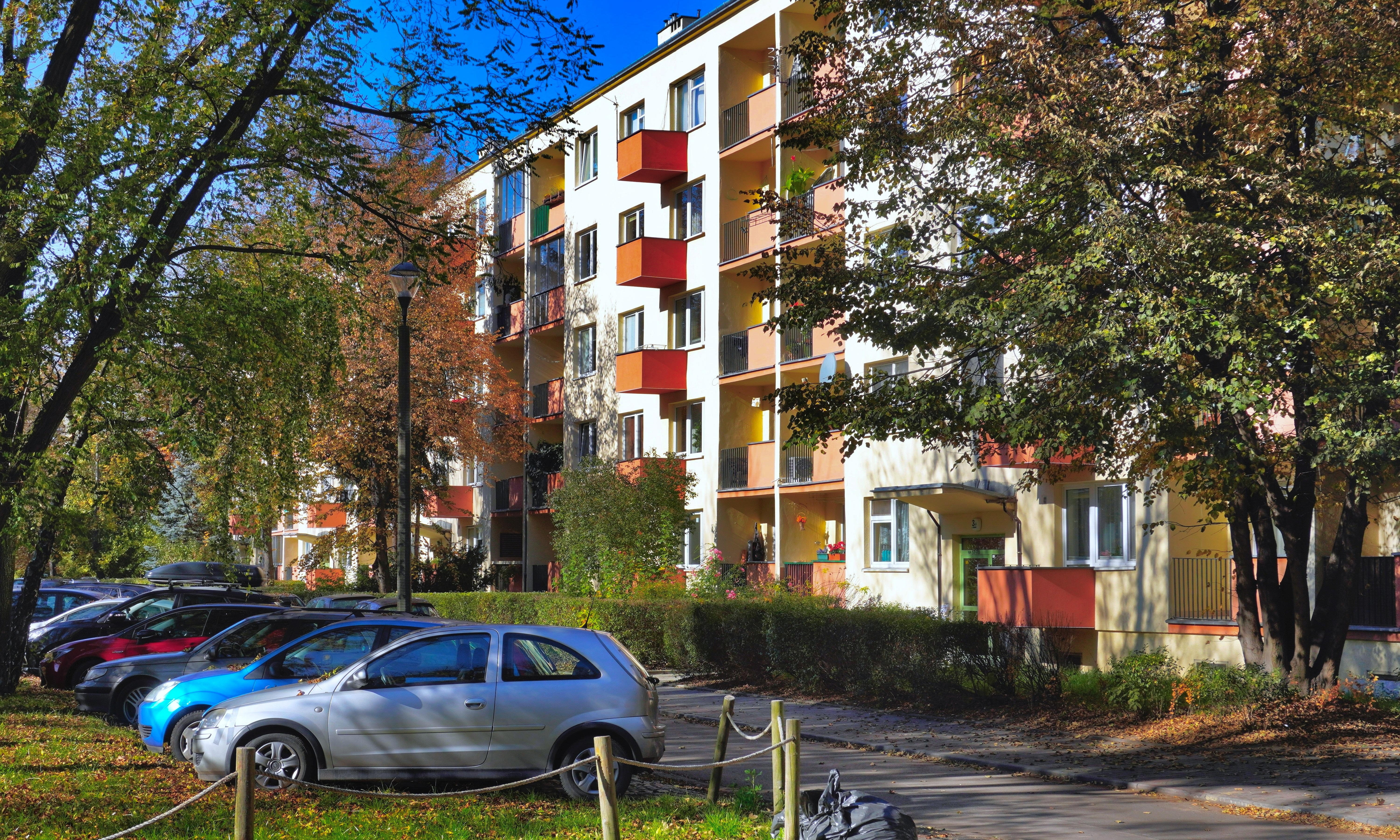
Osiedle Kolorowe 3.
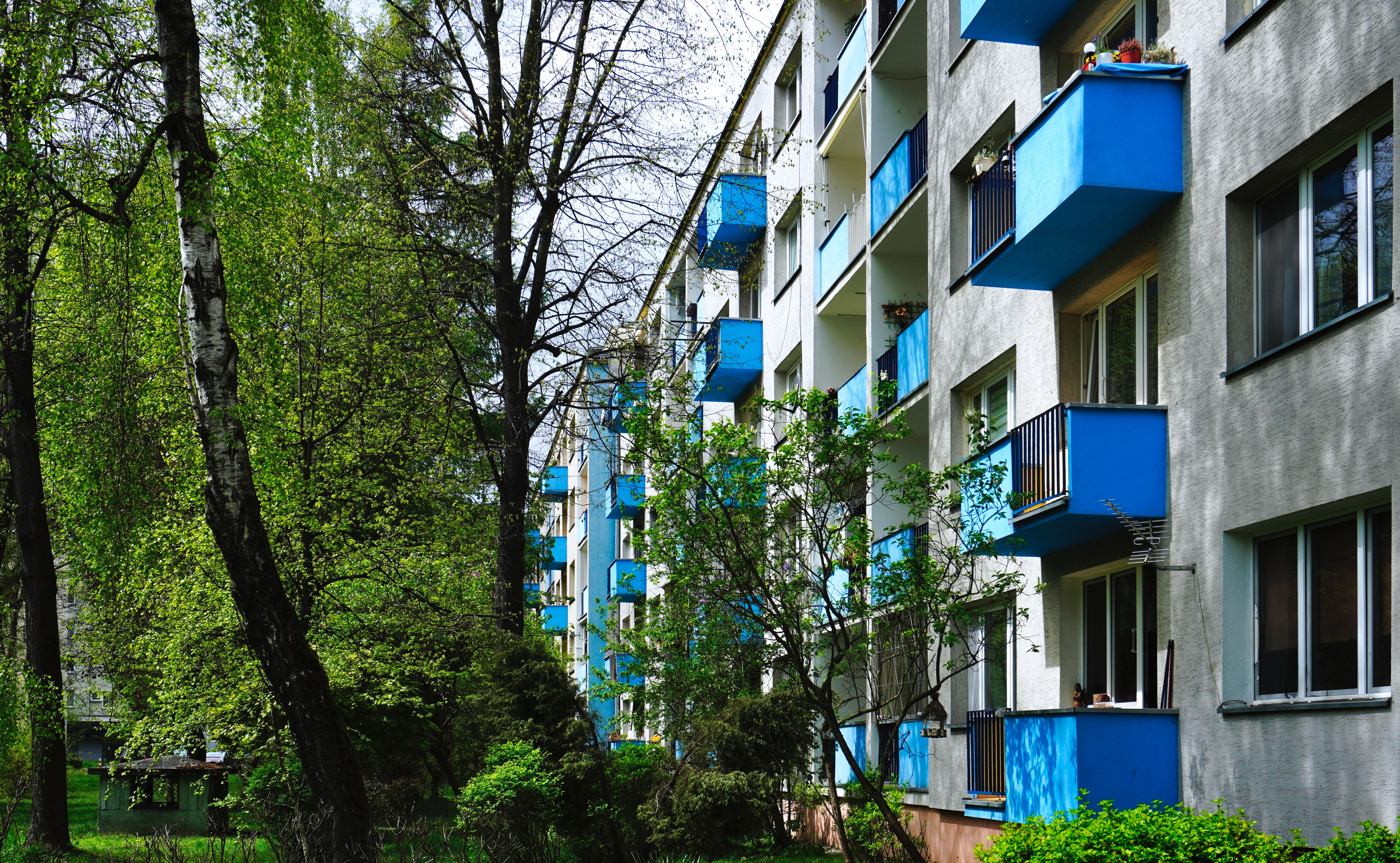
Osiedle Kolorowe 9.
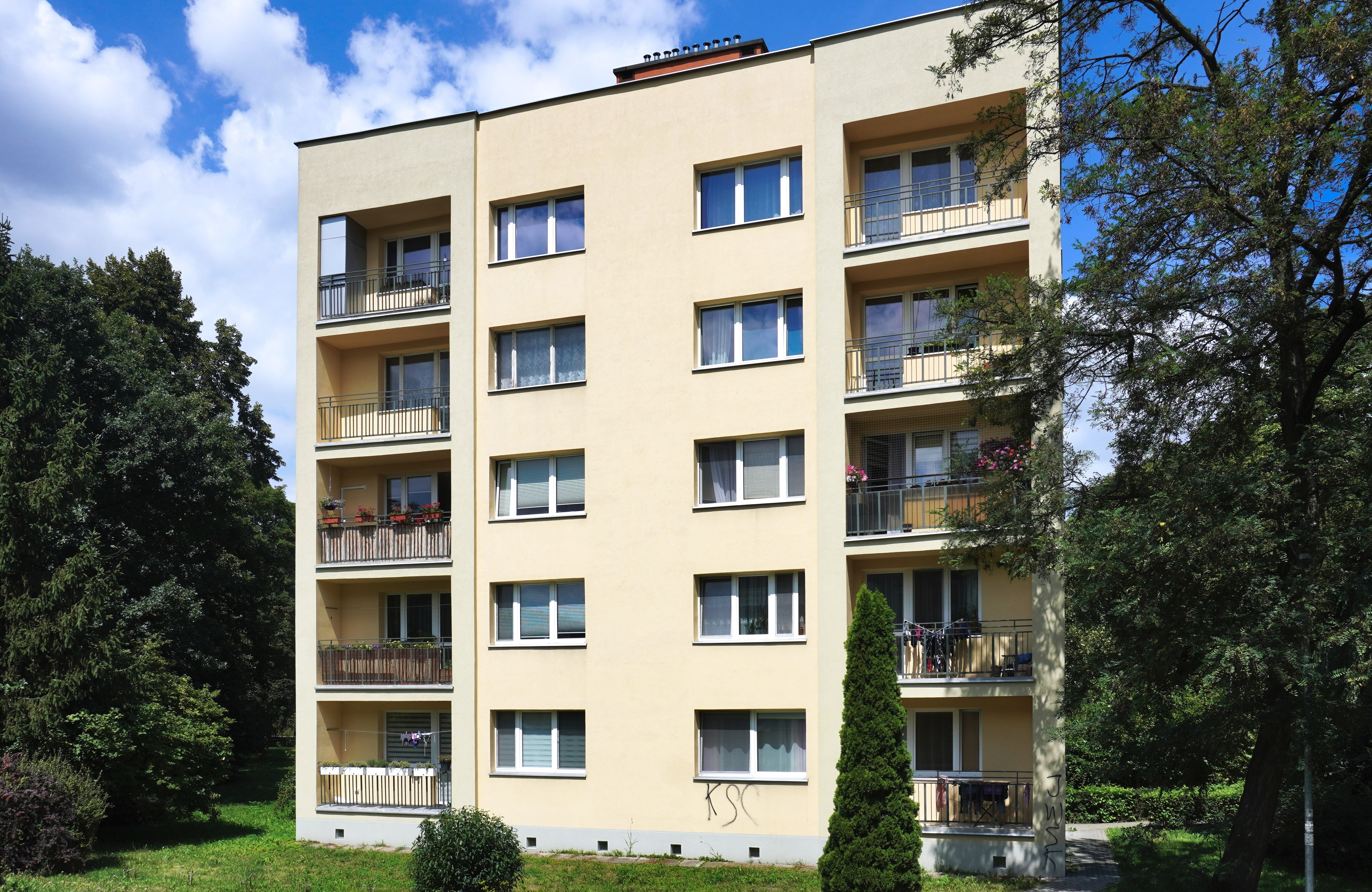
Osiedle Kolorowe 5.
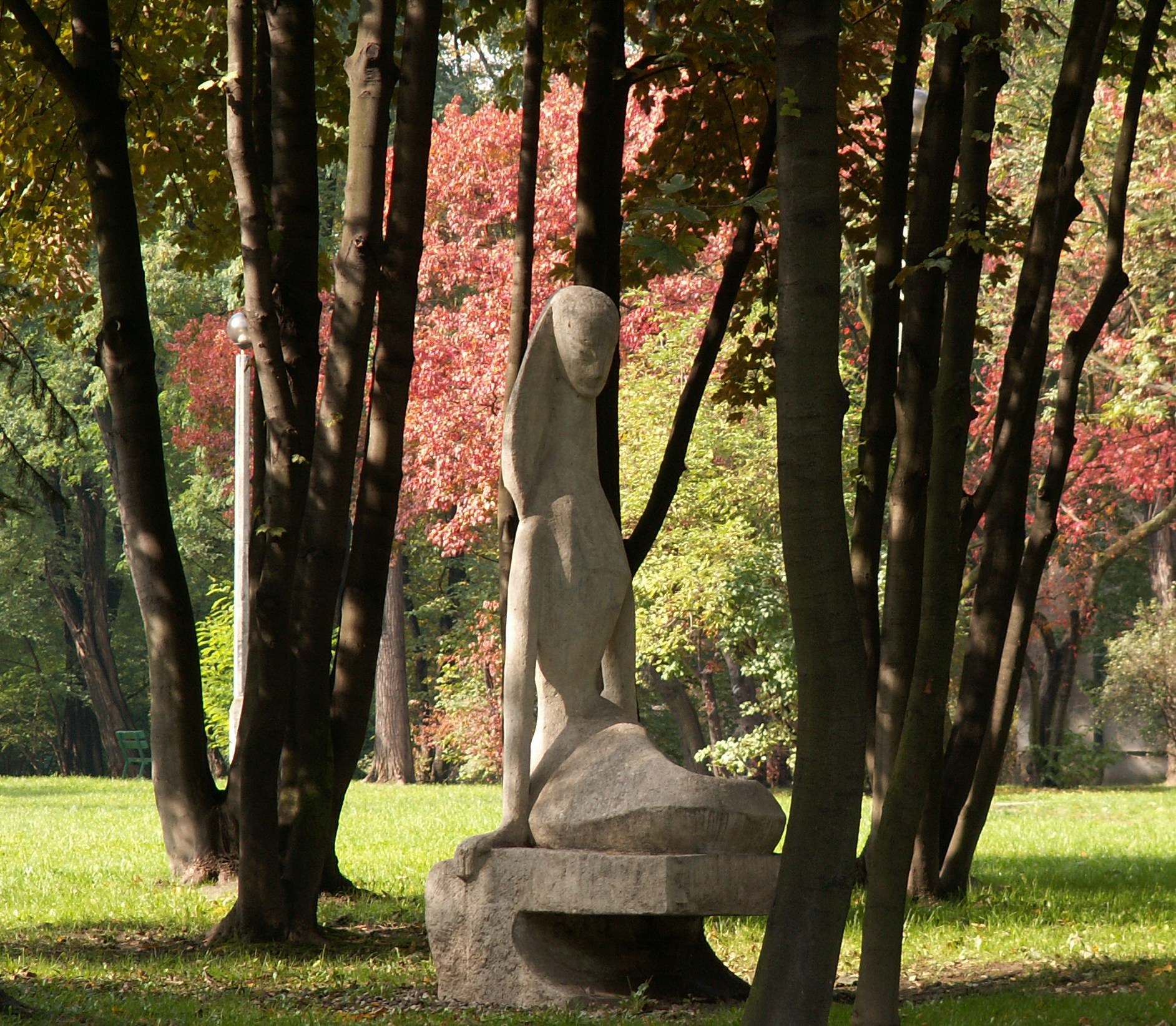
„Syrenka” rzeźba w Parku Wiśniowy Sad.

## Źródła
- Ryszard Dzieszyński, Jan L. Franczyk Encyklopedia Nowej Huty, Wydawnictwo Towarzystwa Słowaków w Polsce 2006, ISBN 978-83-7490-060-7
- Gminna Ewidencja Zabytków Kraków